# Vesper Lynd
Vesper Lynd é uma personagem fictícia criada pelo escritor britânico Ian Fleming para seu primeiro livro sobre James Bond, Casino Royale, em 1953. A personagem foi baseada numa amiga de Fleming, Krystyna Skarbek, uma agente da inteligência polaca e britânica durante a II Guerra Mundial, que depois adotou o nome de Christine Granville, ao viver na Inglaterra.
Vesper é o primeiro interesse romântico de James Bond e a única mulher, além de sua esposa Teresa Di Vicenzo, a quem ele propõe casamento. A personagem foi levada duas vezes ao cinema, nos dois filmes feitos sobre a obra. A primeira vez, em 1967, uma paródia pastiche que nada tem a ver com a história original de Fleming e que não faz parte dos chamados filmes oficiais da franquia de 007, onde foi personificada por Ursula Andress, que já havia feito a bond-girl Honey Ryder no primeiro filme oficial da série, em 1962, 007 contra o Satânico Dr. No. Em 2006, quando a obra foi filmada baseada na história original, ela foi interpretada pela atriz francesa Eva Green.
O nome da personagem é um trocadilho com o nome de Berlim Ocidental em inglês, 'West Berlin' (vesperlynd,westberlin). Assim como sua pretensa xará, a cidade de Berlim da época da Guerra Fria, Vesper também é uma mulher com sua lealdade dividida ao meio. E é assim dividida que no livro e no filme trai, se apaixona e morre por James Bond.

## Vesper em Casino Royale 2006
Na versão cinematográfica de 2006, baseada na história original, Vesper é uma agente da Força Tarefa de Ação Financeira do Tesouro de Sua Majestade. Ela é enviada pelo MI-6 a Montenegro, para certificar-se de que James Bond usará corretamente o dinheiro que lhe foi dado pelo governo para jogar contra o vilão Le Chiffre, no Cassino Royale, e encontra-se com 007 no trem que os leva ao país, apresentando-se como "Eu sou o dinheiro". Entretanto, secretamente, ela é uma agente dupla, trabalhando para a organização terrorista Quantum, forçada a isso por uma extorsão em troca da vida de seu namorado argelino Yusef, preso pela organização. Inteligente e de personalidade complexa, Vesper a princípio não tem simpatia por Bond, de quem vê o ego com ceticismo mas se diverte com a história de cobertura deles no hotel, um casal apaixonado, ocupando o mesmo quarto com uma única cama.
Durante o jogo, em que ela se mostra irritada por ter que fazer o papel de atração feminina pra distrair os jogadores, quando Bond perde todo o dinheiro que lhe foi dado para jogar numa rodada inicial, recusa-se a lhe fornecer mais. Depois, entretanto, Vesper é testemunha da luta mortal entre 007 e dois clientes de Le Chiffre que identificam Bond como agente secreto e tentam matá-los, ajudando-o a desarmar um dos homens, e assiste ao sangrento combate que termina com a morte dos dois vilões, jogados de uma escada.
Depois da luta, Vesper entra em depressão, escondendo-se completamente vestida sob o chuveiro ligado do quarto, com sangue nas mãos e no corpo, e Bond se senta junto com ela e a consola, enquanto ela deixa a água limpar o que acredita ser seus pecados. Os dois voltam para o cassino e mais uma vez ela salva a vida de 007, quando ele toma uma bebida envenenada por Valenka, a capanga de Le Chiffre, usando um desfibrilador cardíaco para revivê-lo.
Depois que Bond finalmente ganha o jogo e toma todo o dinheiro de Le Chiffre, Vesper é raptada pelo vilão em desespero e ele sai em sua busca. Os dois caem numa sádica armadilha de Le Chiffre, são presos e torturados por ele para que Bond devolva o dinheiro, até que Mr. White, um dirigente da Quantum, mata o vilão por ele ter perdido mais de 100 milhões da organização no jogo. Enquanto se recuperam no hospital, Bond e Vesper se apaixonam um pelo outro, e saem dali de férias, com Bond pedindo demissão do MI-6 à M pensando em mudar de vida e iniciar uma vida em comum com Lynd, mas ela ainda tem sua ligação e sua dívida com a Quantum, desconhecida por ele.
Lynd deixa o hotel em que os dois estão para cumprir sua parte no trato com a Quantum, retirando o dinheiro ganho por Bond no jogo do banco e parte ao encontro dos capangas da organização para entregar-lhes. Apesar de cumprir o trato, ela é sequestrada pelos bandidos. Quando Bond descobre que o dinheiro foi sacado depois que M lhe cobra o depósito por telefone - o dinheiro pertence ao tesouro britânico - ele compreende que Vesper o traiu e sai em busca dela.
Mas 007 a encontra em poder dos bandidos que a prendem dentro de um elevador de um prédio em construção enquanto lutam com Bond. Depois de livrar-se dos bandidos, entretanto, explosões enchem o local de água, e Vesper, presa no elevador que submerge, encontra-se em agonia. Bond mergulha no poço coberto de água para tentar libertá-la, mas ela lhe beija as mãos em desculpa através das grades, e morre afogada, com todos os esforços do espião para salvá-la por reanimação cardiorrespiratória, quando a consegue tirar dali, sendo em vão. Mr. White, olhando a cena de um balcão, vai embora com o dinheiro recuperado.
Depois disso, como no livro, Bond lida com a traição de Vesper exteriorizando seu desprezo por ela para seu chefe, apesar do que sente por dentro, dizendo que o trabalho foi feito e a cadela está morta. M, entretanto, o admoesta pelo comentário, contando-lhe toda a descoberta feita pelo MI-6 da vida de Vesper, da chantagem da qual foi vítima e de que ela exigiu da Quantum que deixasse Bond vivo ao fim de tudo, em troca dos US$120 milhões de volta.
Deixado sozinho por M e atormentado com a revelação, Bond encontra no celular de Vesper, que ficou consigo, uma última mensagem deixada por ela para ele, com o nome do cérebro de toda a operação, Mr. White, e seu telefone, o que faz o agente partir atrás dele no fim do filme.
No filme seguinte, Quantum of Solace, de 2008, Vesper não aparece, mas sua lembrança está sempre presente, já que Bond vai em busca daqueles que a mataram. Investigando a Quantum, ele descobre o ex-namorado dela, Yusef, e com ele a revelação de que seu trabalho para a organização era seduzir mulheres trabalhando para órgãos civis de governos ou de inteligência, e depois ser 'raptado' pela própria Quantum, obrigando-as a se tornarem agentes duplas em troca da vida dele. A revelação reabilita Vesper Lynd aos olhos de Bond, que descobre que a 'traição' dela, afinal, não era por sua vontade.

## Vesper em Casino Royale 1967
Na versão paródia de Casino Royale, Vesper Lynd não tem nenhuma relação psicológica nem demonstra o conflito da personagem original, já que o filme é uma comédia nonsense.
Nesta versão, Vesper é retratada como uma ex-agente secreta que ficou multimilionária e tem uma queda por usar roupas ridiculamente extravagantes em seu ambiente de trabalho. James Bond, vivido por David Niven, agora na posição de M no MI-6, usa um desconto no pagamento de antigos impostos devidos para suborná-la, tornar-se uma nova agente 007 e recrutar o especialista em bacará Evelyn Tremble para derrotar Le Chiffre na mesa de jogo.
Vesper e Tremble têm um affair durante o filme e enquanto ele ocorre Vesper elimina uma espiã, Miss Goodthighs, enviada para seduzir o jogador. No fim, porém, ela trai Tremble denunciando-o a Le Chiffre e à SMERSH antes de matá-lo com uma rajada de metralhadora escondida numa gaita de fole. Apesar do destino final de Vesper não ser revelado no filme, durante os créditos iniciais, que também trazem cenas do filme, ela aparece como um anjo tocando uma harpa, mostrando-a como um dos sete James Bond de Casino Royale nos créditos finais, depois que todos os participantes do filme são mortos por uma explosão atômica.
Ursula Andress, além de ter sido a primeira bond-girl da série, como Honey Ryder, é a única atriz a ter feito o principal personagem feminino em dois filmes de James Bond.